# Delvita
Delvita byl v letech 1991–2008 řetězec supermarketů založený belgickou skupinou Delhaize. Na konci své existence měla Delvita v Česku zhruba stovku prodejen. V roce 2006 řetězec koupila německá REWE Group a většinu prodejen během následujících dvou let převzala Billa. V letech 1998–2005 působila Delvita také na Slovensku.

## Delvita vČesku

### Historie

#### Vstup na trh aexpanze
První supermarket Delvita byl otevřen v roce 1991 v Praze.[kde?] Delvita se tak stala jedním z prvních zahraničních řetězců na československém trhu. V dalším roce už měla Delvita 7 prodejen. První prodejny vznikaly v Praze, až v roce 1994 byla otevřena první Delvita mimo Prahu.
Při výstavbě nového sídla a velkoskladu v Rudné u Prahy bylo v roce 1995 objeveno tři tisíce let staré sídliště z pozdní doby bronzové. Delvita však bez provedení archeologického průzkumu pokračovala ve stavbě (přestože neměla ani stavební povolení) a lokalitu zničila. Hmotná škoda byla odhadnuta na 40 mil. Kč, památková hodnota však podle archeologů byla nevyčíslitelná. V záležitosti bylo podáno trestní oznámení; obviněn byl technický ředitel Delvity Jiří Princ. Středočeský krajský soud ale trestní stíhání v prosinci 1999 zastavil a odvolání státního zástupce bylo v lednu 2000 zamítnuto vrchním soudem, čímž řízení skončilo. Delvita sklad v roce 1996 zprovoznila a v roce 1998 se oficiálně přestěhovala do nového sídla.
Síť prodejen postupně rostla. Mezi lety 1996 a 1997 Delvita téměř zdvojnásobila tržby na 6,1 mld. Kč, což z ní udělalo 3. největší maloobchodní společnost v zemi. V roce 1998 už bylo v Česku 59 supermarketů Delvita a téhož roku byla otevřena první pobočka na Slovensku. Velkou expanzi Delvita podnikla v roce 1999, kdy koupila 39 supermarketů značky Sama od krachující firmy Interkontakt, čímž se s počtem 98 prodejen stala největším řetězcem v Česku. Co do objemu tržeb byla s 11,7 mld. Kč za rok 1999 na 5. místě.

#### Stagnace
V následujících letech nastala stagnace. V roce 2001 se počet prodejen v Česku snížil na 93, tržby poklesly na 10,1 mld. Kč a řetězec skončil ve ztrátě 748 mil. Kč. V roce 2002 na žebříčku tuzemských řetězců podle tržeb sestaveném společností Incoma Research zaujala Delvita 8. místo. Firma neuspokojivé výsledky přiznala a jako jeden z důvodů citovala deflaci v potravinářském segmentu. Za rok 2003 měla Delvita 94 prodejen, tržby 9 mld. Kč a nejméně čtvrtým rokem v řadě skončila ve ztrátě, tentokrát 84 mil. Kč.

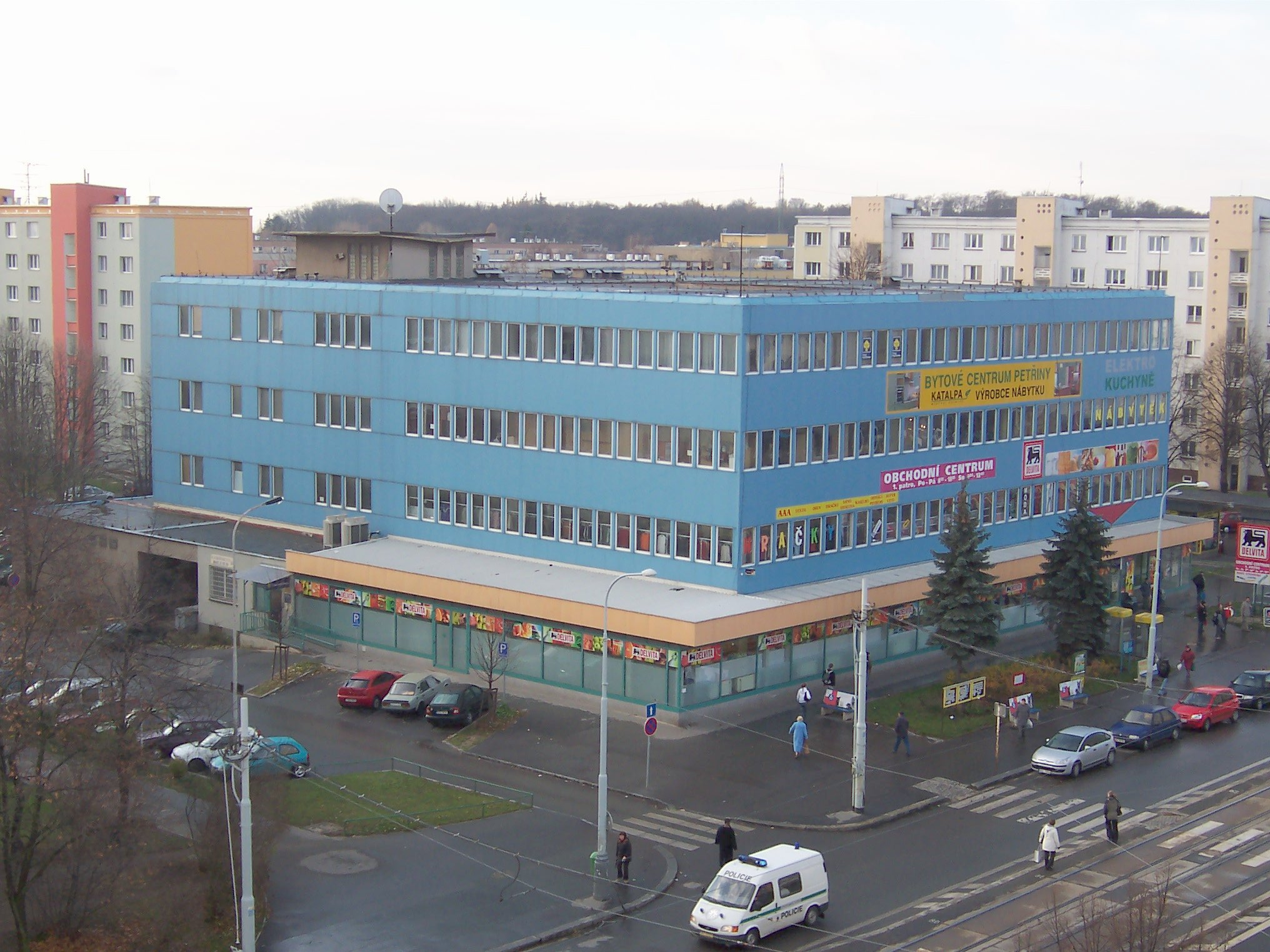
Obchodní centrum v Praze na Petřinách s prodejnou Delvita v přízemí (2005)

Delvitě nepomohla ani změna strategie a zavedení nových formátů prodejen. Firma v roce 2003 oznámila, že prodejny Sama dostanou nový název Delvita Proxy, a na konci prosince téhož roku otevřela na pražském Břevnově první obchod Delvita City, menší prodejnu zaměřenou na zákazníky ve městech. Na jaře 2004 firma začala používat nový slogan Delvita. Dobrý obchod. Přesto řetězci opět poklesly tržby, a to na 8,4 mld. Kč v roce 2005. V témže roce firma skončila 838 mil. Kč v minusu, což znamenalo další výrazný propad oproti ztrátě 185 mil. Kč v roce 2004.

#### Zánik
Na jaře 2006 se v týdeníku Euro objevila informace o tom, že se Delvita chystá odejít z českého trhu, což vedení firmy popřelo. Firma tehdy naopak oznámila, že v Česku chystá významné investice a otevření nových prodejen, nebo že se místo nízkých cen plánuje zaměřit na kvalitu. 9. listopadu 2006 ale Delvita přiznala, že své podnikání skutečně plánuje ukončit. O necelý týden později bylo oznámeno, že za v přepočtu 2,8 mld. Kč řetězec koupí německá skupina REWE Group. Ještě před koncem roku už bylo známo, že prodejny převezme Billa. Vzhledem k významu obchodních skupin REWE a Delhaize na evropském trhu musela transakci posoudit Evropská komise. Komise transakci schválila v dubnu 2007.
Prodejny Delvita se zákazníkům naposledy otevřely 29. května 2007, přičemž zákazníci na zboží dostávali až stoprocentní slevy. Následně všech 97 prodejen formálně převzala Billa a po provedení inventury je 4. června znovu otevřela. V obchodech se tehdy ještě nic nezměnilo. První prodejnou, která prošla rekonstrukcí a byla nově otevřena pod značkou Billa, se stala 16. července bývalá Delvita City v Praze na Karlově náměstí. Ještě během roku 2007 měla rekonstrukcí projít třetina převzatých prodejen, definitivní konec supermarketů Delvita přišel v roce 2008, kdy Billa dokončila úpravy 70 z nich a 27 uzavřela.
1. října 2008 byla společnost DELVITA a.s. vymazána z obchodního rejstříku.

### Prodejny

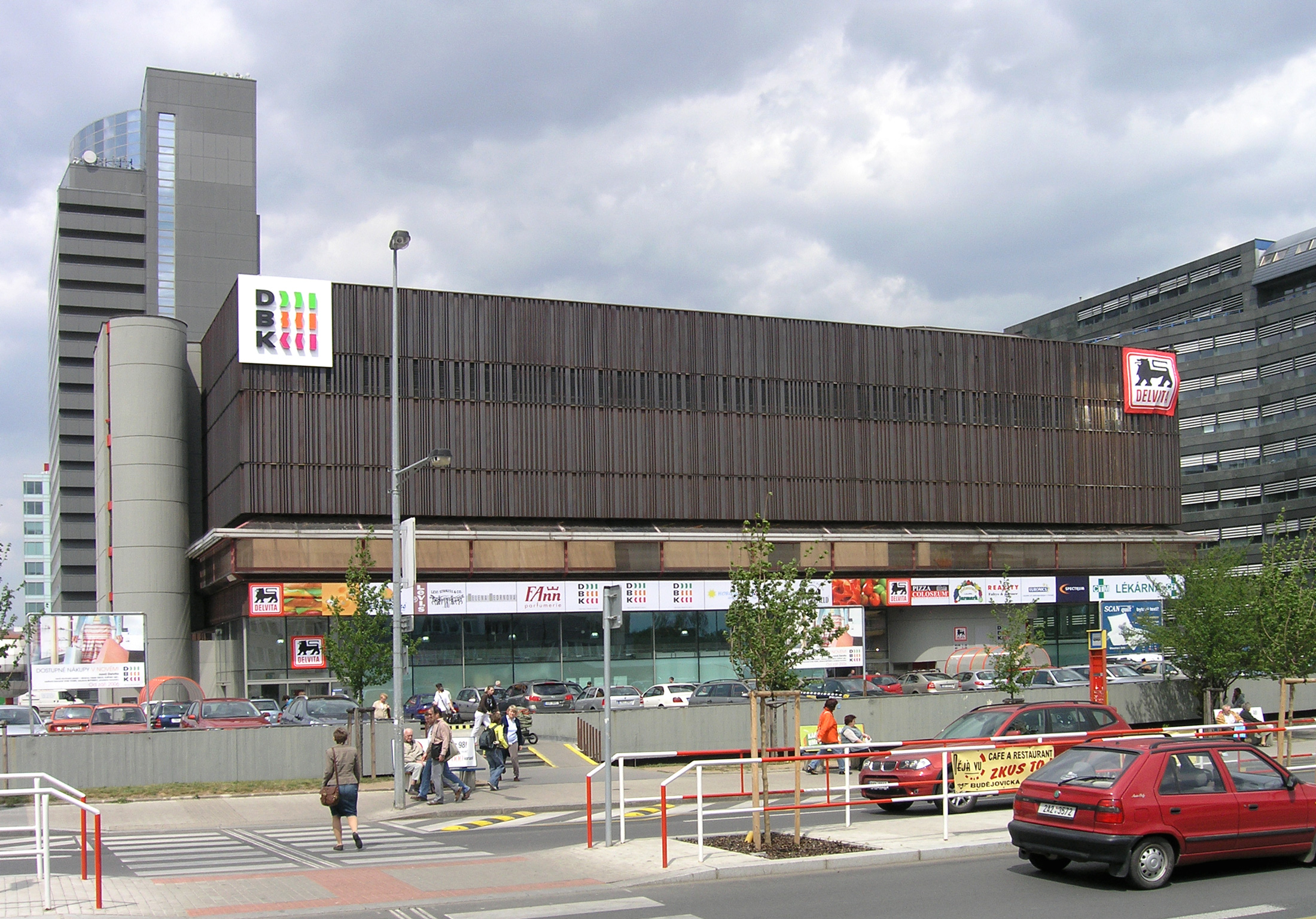
Obchodní dům DBK v Praze s prodejnou Delvita (2007)

Delvita svou síť začala budovat v Praze, kde také měla nejvíce prodejen – ke konci její působnosti jich v hlavním městě bylo třicet. Prodejny Delvita se nacházely zejména v bývalých obchodních střediscích, často na sídlištích nebo na frekventovaných místech (např. u metra na Florenci, v obchodním domě DBK nebo na Letenském náměstí). Podobně tomu bylo i v ostatních městech, vlastní budovy Delvita stavěla spíše zřídka (vznikly např. v Berouně, Hradci Králové, Plzni-Košutce nebo Příbrami). Po Praze měla Delvita v roce 2006 nejvíce prodejen v Brně (osm), Plzni (čtyři) a Českých Budějovicích (tři).

## Delvita na Slovensku
Na slovenském trhu Delvita působila prostřednictvím společnosti DELVITA SK s.r.o., která byla dceřinou společností české firmy. První prodejna Delvita byla na Slovensku otevřena 4. prosince 1998 v Bratislavě-Petržalce, o rok později k ní přibylo 11 supermarketů Sama koupených od firmy Interkontakt. V roce 2001 bylo na Slovensku 17 prodejen Delvita. Od té doby počet klesal. Ještě do konce roku 2001 byly uzavřeny první tři prodejny. Další tři prodejny v roce 2004 koupil slovenský Coop a v roce 2005 bylo rozhodnuto o prodeji zbývajících jedenácti. Jejich kupcem se stejně jako později v České republice stala REWE Group, která za ně zaplatila v přepočtu 231 mil. Kč, a převedla je pod značku Billa.